# Riaillé
Riaillé település Franciaországban, Loire-Atlantique megyében. Lakosainak száma 2358 fő (2022. január 1.). Riaillé Grand-Auverné, Joué-sur-Erdre, La Meilleraye-de-Bretagne, Pannecé, Teillé, Trans-sur-Erdre és Vallons-de-l'Erdre községekkel határos.

## Népesség
A település népessége az elmúlt években az alábbi módon változott:
| Lakosok száma | 1739 | 1655 | 1735 | 1898 | 2239 | 2288 | 2333 | 2358 | 2358 | 2358 |
|               | 1968 | 1982 | 1990 | 2006 | 2013 | 2015 | 2017 | 2019 | 2020 | 2022 |